# Гринберг, Владимир Ариевич
Владимир Ариевич Гринберг (28 января (9 февраля) 1896, Ростов-на-Дону — 29 января 1942, Ленинград) — советский живописец, график и педагог. Член Ленинградского Союза советских художников, представитель ленинградской пейзажной школы. Учился в Петроградском Политехническом институте и параллельно занимался в «Новой художественной мастерской» М. Д. Гагариной. По возвращении в родной город основал собственную студию, работал художником-оформителем, преподавал. Переехал в Ленинград в 1922 году, работал в области книжной графики, в живописи в этот период обратился к бытовому жанру, натюрморту, писал портреты. Участвовал в зарубежных выставках. С 1933 года — член ЛССХ, преподавал в Ленинградском художественно-промышленном техникуме, Ленинградском институте инженеров коммунального строительства, Ленинградском институте живописи, скульптуры и архитектуры. После начала Великой Отечественной войны оставался в Ленинграде и умер в первую блокадную зиму.

## Биография
В 1904—1914 годах учился в ростовском коммерческом училище. Первые уроки живописи и рисунка получил в эти же годы, занимаясь у А. М. Волочинкова, второстепенного художника, но, вероятно, способного преподавателя. Владимир постоянно делал альбомные зарисовки, знакомился с произведениями ведущих зарубежных и отечественных мастеров по репродукциям. В 16 лет декорировал зал для школьного бала фризами, выполненными под влиянием творчества И. Билибина. К 1914 году относится первое участие в выставке ростовских художников. Окончив училище с золотой медалью, попытался поступить в Академию художеств, но не поступил и стал студентом петроградского политехнического института.
С 1915 по 1917 год жил в Петрограде. Занятия в Политехническом институте совмещал с учёбой в художественной школе княгини М. Д. Гагариной («Новая художественная мастерская»), где в эти годы преподавали М. В. Добужинский, А. Е. Яковлев, О. Э. Браз.
В 1917 году возвратился в Ростов-на-Дону. В 1917—1922 годах занимался преподавательской работой, в том числе в собственной частной студии, оформлением города к революционным праздникам, работал художником в Политпросвете Северо-Кавказского военного округа (1921—1922), где выполнил цикл живописных портретов членов Реввоенсовета Южного округа — К. Е. Ворошилова, С. М. Будённого, А. С. Бубнова и других видных большевиков.
С 1922 года жил в Петрограде — Ленинграде. Посещал художественную студию Дома искусств, писал пейзажи, портреты, обращался к бытовому жанру, занимался книжной и журнальной графикой. Работал в технике масляной живописи, акварели, рисунка углем и сангиной. Создал иллюстрации к книгам «Американские рассказы» О. Генри (1925, не издана), «Китайский мальчик» Ф. Брет-Гарта (М.—Л., 1927), «Гимназисты» (М.—Л., 1927) и «Детство Тёмы» (М.—Л., 1920-е) Н. Г. Гарина-Михайловского, «Арест Яши Ансона» Я. Страуян (М.—Л., 1928) и другим. Сотрудничал в журналах «Ёж» и «Чиж». Был членом и экспонентом художественных объединений «Шестнадцать» (1924), АХР (с 1928). В 1929 году вошёл в состав «Общества живописцев». Участвовал в выставках советского искусства в США (1924—1925, передвижная), Японии (1926—1927, передвижная), Париже (1929), XIV международной художественной выставке в Венеции (1927). В 1933 году был принят в члены Ленинградского Союза советских художников. В 1934—1935 годах по контракту работал над циклом ленинградских пейзажей («Новый Ленинград», «Социалистический Ленинград»). Совершил поездки в Углич (1935), Гурзуф (1937), Геленджик (1939). Стихией зрелого периода творчества Гринберга стал пейзаж, особенно городской пейзаж, в котором художник находил сдержанное звучание холодноватых гамм Ленинграда.
Одновременно занимался педагогической деятельностью, преподавал в Ленинградском художественно-промышленном техникуме (1926—1927), Ленинградском институте инженеров коммунального строительства (1930—1941). Непродолжительное время преподавал в Ленинградском институте живописи, скульптуры и архитектуры (1932—1933), потерял место преподавателя «за формализм».
После начала Великой Отечественной войны оставался в Ленинграде, участвовал в строительстве оборонительных сооружений, занимался маскировочными работами. Сотрудничал в «Окнах ТАСС», был участником «Первой выставки работ ленинградских художников в дни Великой Отечественной войны», открытой 2 января 1942 года в Малом зале Ленинградского Союза советских художников. Умер 29 января 1942 года, успев принять участие в «Первой выставке работ ленинградских художников в дни Великой Отечественной войны». Похоронен на Большеохтинском кладбище.
Большую роль в сохранении творческого наследия художника сыграла его жена, Вера Евгеньевна. Когда в июле 1942 года она уехала в эвакуацию, квартира Гринбергов со всеми находящимися там произведениями, как мастерская члена СХ, была опечатана. Вера Евгеньевна, беспокоясь за сохранность работ мужа, постаралась как можно раньше вернуться в город. Она приехала в Ленинград вместе с группой строителей, направлявшихся для восстановления разрушенного города. В тот же день, когда Вера Евгеньевна вернулась, квартиру Гринбергов самовольно вскрыли, но она успела спасти от гибели все картины мужа.
Ретроспективные выставки произведений художника состоялись в Ленинграде — Санкт-Петербурге (1946, 1976, 1982, 1987, 1996), Ростове-на-Дону (1996), Барнауле (2002), Москве (2008). Произведения Владимира Гринберга находятся Русском музее в Петербурге, в музеях и частных собраниях в России и за её пределами.

## Творчество
Владимир Гринберг был одним из ведущих представителей группы ленинградских пейзажистов, или «ленинградской пейзажной школы», сложившейся в конце 1920-х — 1930-х гг. В юности он находился под влиянием разных направлений — академизма, передвижничества, живописи модерна, в том числе таких художников, как Билибин и Серов. Масштабный портрет матери (208 х 101 см) в 1915 году Гринберг написал под несомненным влиянием портретных работ последнего. К 125-летию со дня рождения выставка работ открыла в Санкт-Петербурге, в Музее петербургского авангарда.
В мастерской Гагариной Гринберг обучался по системе Кардовского — Яковлева, которая являлась переработкой принципов Антона Ашбе. Яковлев, блестящий техничный рисовальщик и молодой педагог, оказал сильнейшее влияние на юного Гринберга. Его работы этого периода (портреты и штудии обнажённой натуры) выполнены прессованным углём и сангиной в неоакадемической манере и свидетельствуют о настойчивом изучении объекта изображения. В живописных работах художника ярко выражено графическое начало. Таковы портрет сестры Г. Гринберг (1916), эффектный по цветовому решению, но несколько «искусственный» (Мочалов) и тогда же исполненный «Натюрморт». Эти картины экспонировались на выставке объединения «Мир искусства» 1917 года. В 1917—1922 годах художник писал портреты своих родных и близких знакомых в «духе Яковлева». Для полотен этого периода характерны тщательная детализация, внимательная передача фактуры каждого предмета, и, в то же время, отсутствие художественной цельности. Некоторые портреты выполнены Гринбергом почти одним цветом, монохромно, как отмечает Л. Мочалов, создаётся впечатление, что художник «боится цвета».
В 1920-х годах, переехав в Петроград, Гринберг изучал работы голландских художников XVII века в Эрмитаже, продолжал писать портреты. В конце десятилетия он обратился к жанру натюрморта. Работа с ограниченной цветовой палитрой помогла художнику раскрепоститься, отойти от академической манеры, излишней графичности в живописи. Изображая простые предметы из повседневной жизни, Гринберг модулирует их форму с помощью широкого свободного красочного мазка. Именно работа над натюрмортом, а также интерес к народному искусству (живопись по клеёнке, жести (вывески), расписная игрушка) сформировали его как живописца.
С начала 1930-х годов в творчестве Гринберга одно из главных мест занимает пейзаж, работая в этом жанре, художник активно использовал приёмы народного искусства. Он писал по тёмному подмалёвку или чёрной клеёнке широкими, «малярными», мазками. Для пейзажного творчества Гринберга тех лет характерны тёмный колорит, контрастное письмо и особое построение композиции. Он упрощает очертания элементов изображения, приближая их к геометрическим фигурам, создавая ощущение пространства. Гринберг практиковал работу по памяти, ограничиваясь лишь небольшими набросками с натуры с обозначением на них цветов, отсюда происходит вольное переложение сюжета и приверженность к определённому постоянному типу композиции.
В середине тридцатых годов Гринберг создал серию из 17 пейзажей «Новое строительство» («Новый Ленинград», «Социалистический Ленинград»). Эти работы изображают новые здания города и написаны уже в другой манере — светлая цветовая гамма (художник работал по белому грунту), городское пространство «освобождено» опущенной линией горизонта. Для городских пейзажей Гринберга характерно включение в композицию природной среды, гармонично сочетающейся с объектами, созданными человеком.

В последние годы Гринберг вновь обратился к жанру портрета, причём писал он большей частью людей, которых хорошо знал. Эти крупноформатные работы, написанные за один сеанс, отличает обобщённость форм, исполнение «на одном дыхании», некоторая гротескность подачи образа и, в то же время, проникновение во внутренний мир человека. Как работал художник, известно из воспоминаний А. Ведерникова, портрет которого Гринберг писал в 1941 году: 
«Я спокойно сидел, рассматривал картины, а Владимир Ариевич очень быстро сначала мазал наверху, потом переключился вниз, затем мазал вертикально и горизонтально, причем, надо отметить, что он очень экономно разводил краски. Работал быстро и ровно и только перед окончанием портрета он задержался в одном месте. <…> Портрет получился замечательный: он был немножко шаржирован, в хорошем смысле этого слова, очень лаконичен, взят очень плоскостно. Там не было никаких излишних форм, которые мешали бы живописному образному строению холста, все было сделано очень убедительно и лаконично».

## Адреса в Ленинграде
Мастерская Гринберга располагалась на первом этаже дома № 28 по набережной 9 Января.